# 人虱
人虱（英文：Pediculus humanus），是指寄生在人身上的虱种，包括两个亚种：
- 人体虱或体虱（body louse），学名Pediculus humanus humanus；

- 人头虱或头虱（head louse），学名Pediculus humanus capitis